# Karambolage-Europameisterschaften 2013
Die Karambolage-Europameisterschaften 2013 waren ein Billardturnier in der Sparte Karambolage und fanden vom 12. bis zum 21. April 2013 im Stahlpalast in Brandenburg an der Havel statt. Gespielt wurde in 18 verschiedenen Klassen, Disziplinen und Tischgrößen.

## Beschreibung
Am 25. Juni 2011 beschloss der CEB-Kongress bei einer Tagung in Nordzypern, die EM in einem 2-Jahre-Turnus in Brandenburg/Havel stattfinden zu lassen. Damit bleibt Brandenburg, wie schon in den Jahren davor, das Mekka des europäischen Karambolagesports.
Das Besondere an diesem Turnier war seine schiere Größe. Noch nie vorher wurden im Karambolagesport alle Disziplinen, alle Altersklassen und alle Geschlechter in einem Turnier vereint. Die Teilnehmerzahl betrug über 500, die Stadt war im Vorfeld sogar von 700 Teilnehmern ausgegangen. Gespielt wurde an 20 Brettern (12 Matchbillards, 8 kleine Billards) gleichzeitig von morgens 9:30 bis Mitternacht auf höchstem Niveau. Ca. 60 % der Teilnehmer waren aus dem professionellen Bereich gekommen, der Rest waren Amateure. Um eine Veranstaltung dieser Größe reibungslos zu gestalten, wurden ca. 80 Schiedsrichter und zusätzlich 80 Helfer benötigt.
Als Teilnehmer waren der griechische Titelverteidiger Filipos Kasidokostas, der belgische Weltranglistenerste Frédéric Caudron, der niederländische Weltmeister Dick Jaspers und als bester Deutscher Martin Horn erwartet worden, aber auch andere europäische Elitespieler hatten sich dieses Turnier nicht entgehen lassen.

## Logogestaltung
Um dem Turnier ein „individuelles Gesicht“ zur Identifizierung zu geben, wurde für die Gestaltung des Logos der Essener Grafiker Fabian Rosmaity verpflichtet.

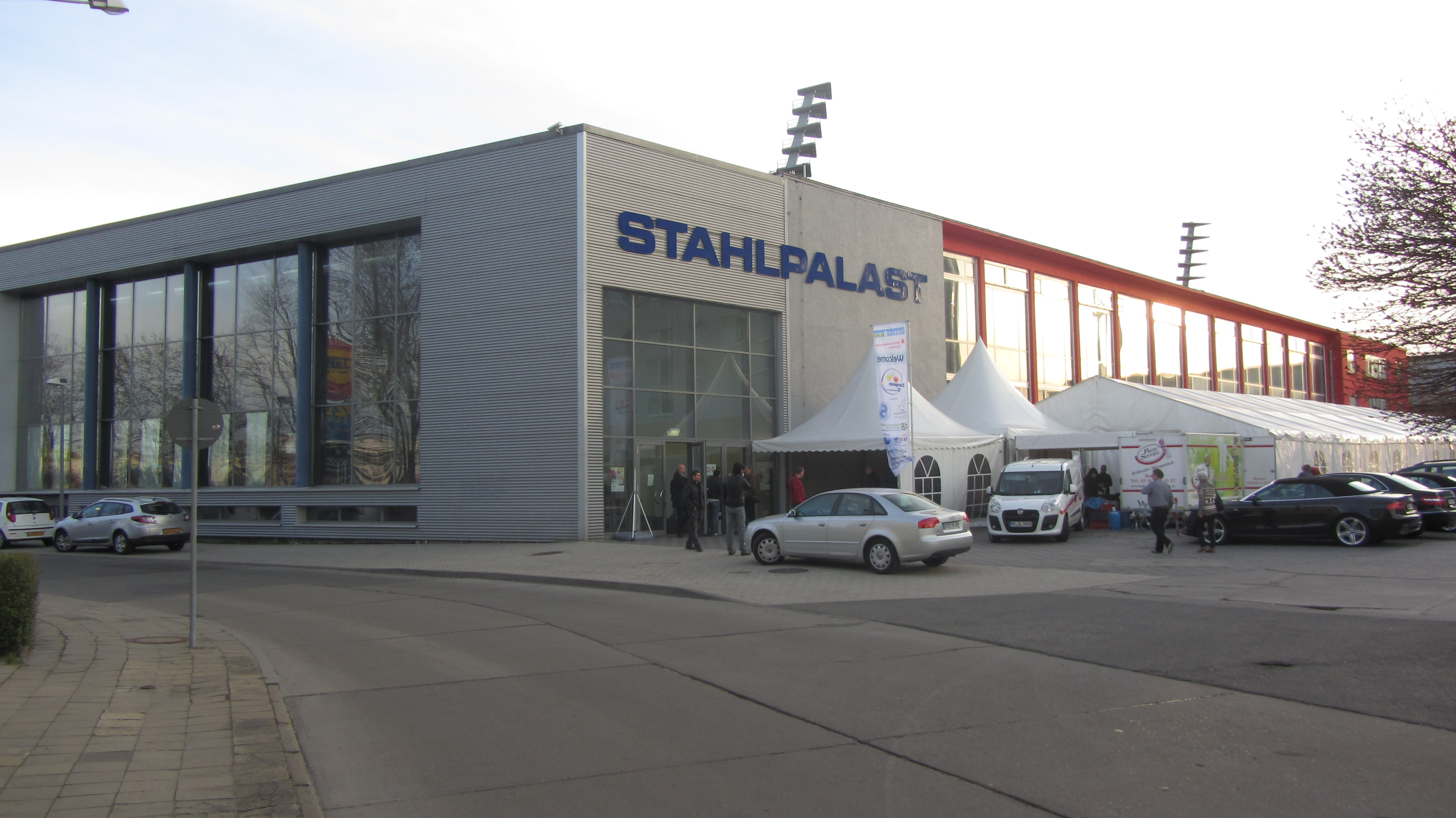
Stahlpalast Außenansicht

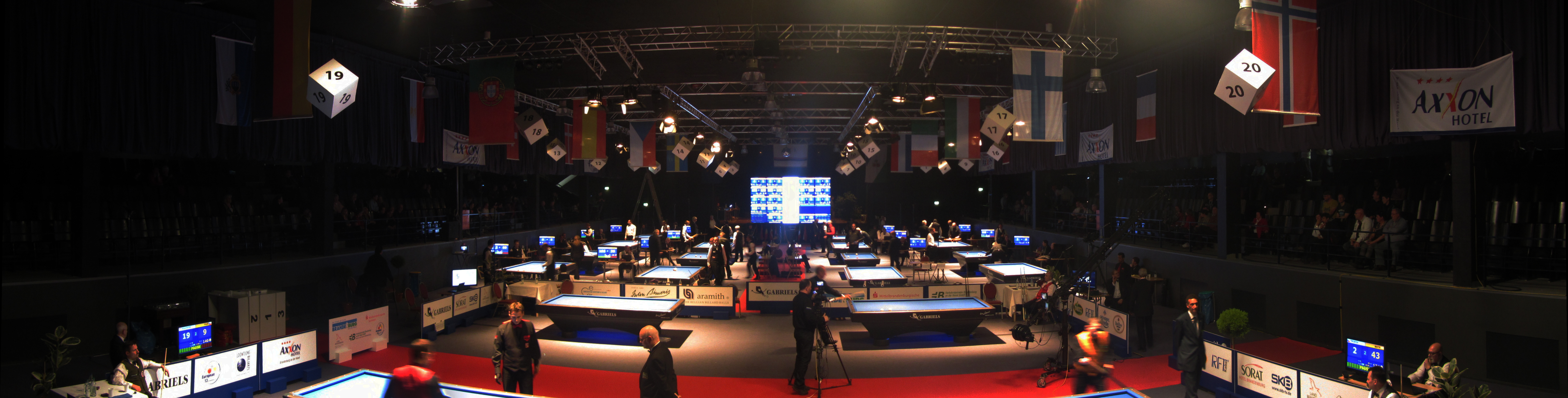
Panorama Innenansicht

## Disziplinen
Am Matchbillard wurden die Disziplinen Freie Partie, Cadre 47/2, Cadre 71/2, Einband, Dreiband, Kunststoß (Billard Artistique) und 5-Kegel-Billard gespielt, am kleinen Billard nur Freie Partie und Dreiband.

### Matchbillard

#### Dreiband

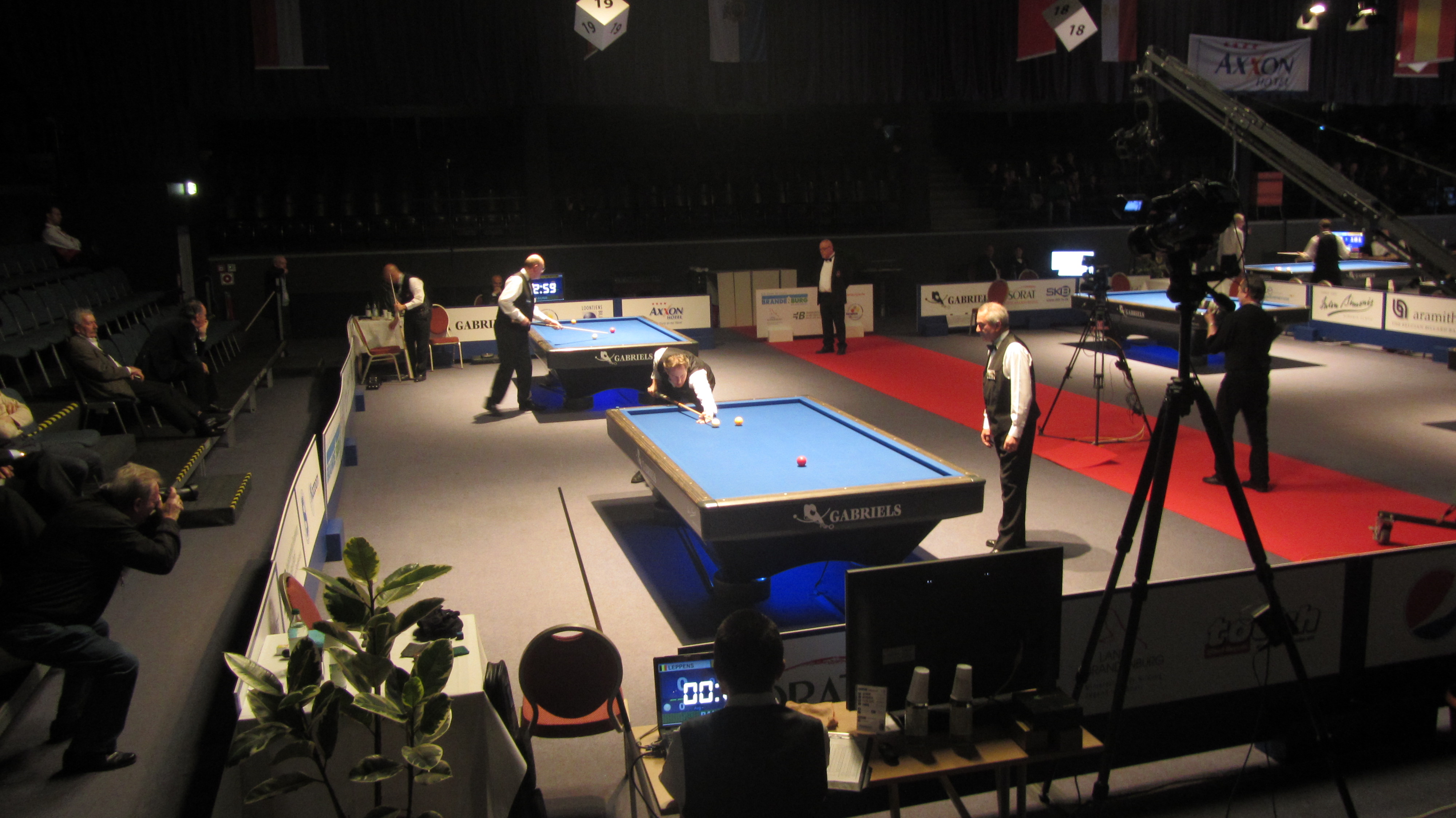
Eddy Leppens (vorne) und Roland Forthomme (hinten) während des Viertelfinales für Nationalmannschaften

- Männer (Einzel)

| Gold          | Silber            | Bronze                        | Ref.  |
| ------------- | ----------------- | ----------------------------- | ----- |
| Marco Zanetti | Christian Rudolph | Frédéric Caudron Glenn Hofman | [ 5 ] |

- Damen (Einzel)

| Gold             | Silber        | Bronze                     | Ref.  |
| ---------------- | ------------- | -------------------------- | ----- |
| T. Klompenhouwer | Karina Jetten | Gülşen Degener Steffi Träm | [ 6 ] |

- Junioren/U21 (Einzel)

| Gold           | Silber                    | Bronze                          | Ref.  |
| -------------- | ------------------------- | ------------------------------- | ----- |
| Ölmer Karakurt | Juan-David 0Zapata Garcia | David Martinez Wesley van Apers | [ 7 ] |

- Nationalmannschaften

| Gold                             | Silber                      | Bronze                                                                         | Ref.  |
| -------------------------------- | --------------------------- | ------------------------------------------------------------------------------ | ----- |
| Niederlande A 0(Jaspers/Burgman) | Belgien B 0(Caudron/Merckx) | Griechenland 0(Kasidokostas/ 0Polychronopoulos) Belgien A 0(Leppens/Forthomme) | [ 8 ] |

#### Einband
- Männer (Einzel)

| Gold             | Silber           | Bronze                           | Ref.  |
| ---------------- | ---------------- | -------------------------------- | ----- |
| Frédéric Caudron | Bernard Villiers | Alain Remond Jean Paul de Bruijn | [ 9 ] |

#### Freie Partie
- Damen (Einzel)

| Gold              | Silber          | Bronze                                     | Ref.   |
| ----------------- | --------------- | ------------------------------------------ | ------ |
| Monique van Exter | Karolien Mathys | Magali Declunder Susanne Stengel- 0Ponsing | [ 10 ] |

- Junioren/U21 (Einzel)

| Gold           | Silber        | Bronze                        | Ref.   |
| -------------- | ------------- | ----------------------------- | ------ |
| Guido Kauffeld | Andy de Bondt | Adam Kozak Gertjan Veldhuizen | [ 11 ] |

#### 5-Kegel-Billard

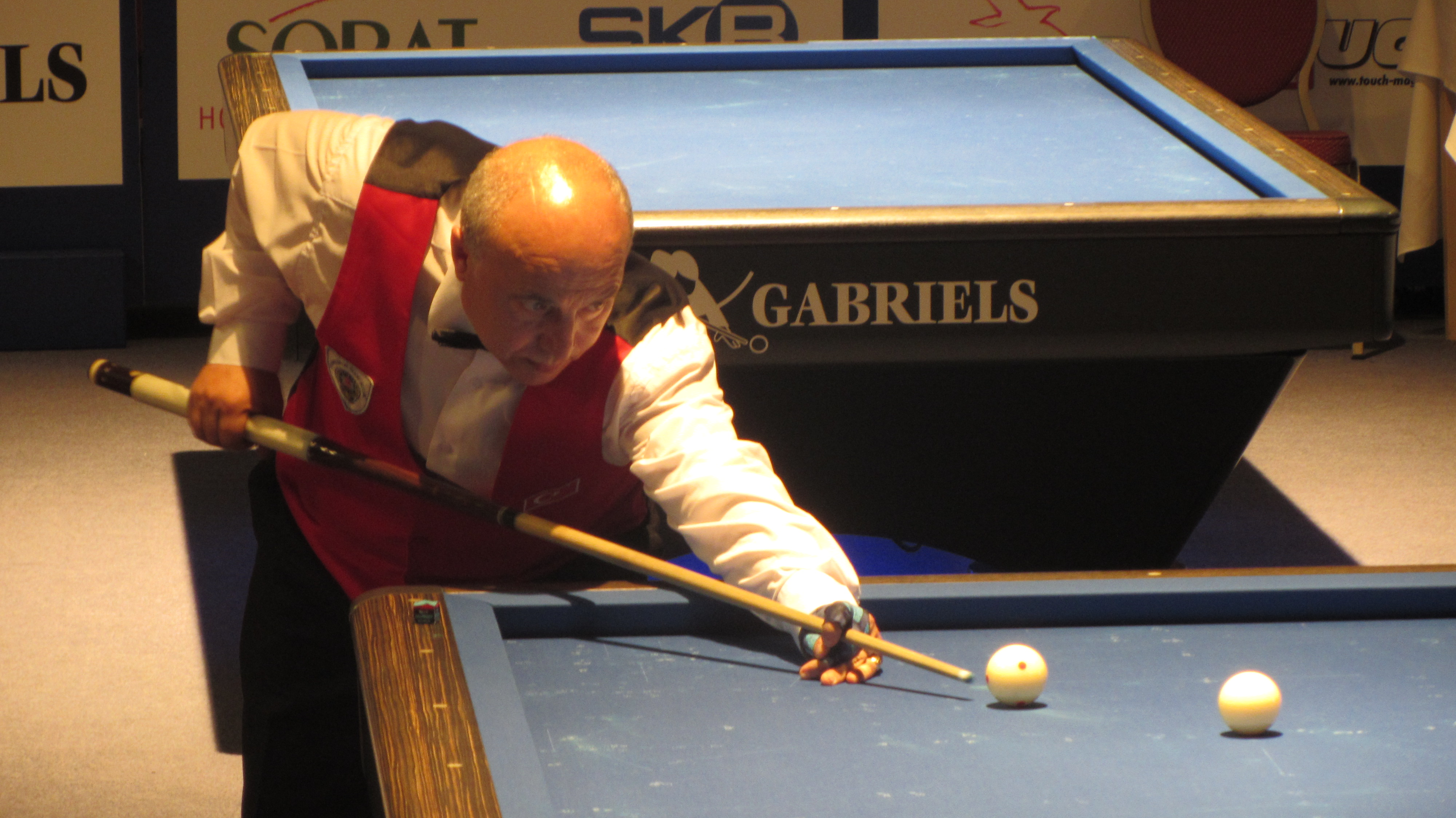
Serdar Gümüs während des Finales

- Männer (Einzel)

| Gold                 | Silber           | Bronze                       | Ref.   |
| -------------------- | ---------------- | ---------------------------- | ------ |
| Michelangelo Aniello | Sandro Giachetti | Daniel Lopez Natalino Scorza | [ 12 ] |

- Nationalmannschaften

| Gold    | Silber      | Bronze              | Ref.   |
| ------- | ----------- | ------------------- | ------ |
| Italien | Deutschland | Dänemark Frankreich | [ 13 ] |

- Junioren/U21 (Einzel)

| Gold          | Silber           | Bronze                             | Ref.   |
| ------------- | ---------------- | ---------------------------------- | ------ |
| Biagio Maceri | Paolo Sorrentino | Sebastien Skott Gabriele Silvestri | [ 14 ] |

#### Kunststoß
- Männer (Einzel)

| Gold         | Silber       | Bronze                     | Ref.   |
| ------------ | ------------ | -------------------------- | ------ |
| Eric Daelman | Serdar Gümüs | Jean Reverchaun Walter Bax | [ 15 ] |

#### Cadre 47/2
- Männer (Einzel)

| Gold           | Silber         | Bronze                             | Ref.   |
| -------------- | -------------- | ---------------------------------- | ------ |
| Raymund Swertz | Henri Tilleman | Nikolas Gerassimopoulos Sven Daske | [ 16 ] |

#### Cadre 71/2
- Männer (Einzel)

| Gold           | Silber     | Bronze                                  | Ref.   |
| -------------- | ---------- | --------------------------------------- | ------ |
| Raymund Swertz | Marek Faus | Henri Tilleman Nikolaos Gerassimopoulos | [ 17 ] |

### Kleines Billard

#### Dreiband
- Dreiband (Einzel)

| Gold           | Silber          | Bronze                       | Ref.   |
| -------------- | --------------- | ---------------------------- | ------ |
| Daniel Sánchez | Herbert Szivacz | Dick Jaspers Michael Nilsson | [ 18 ] |

* Herren (Club-Teams)
| Gold                          | Silber                                 | Bronze                                                                                        | Ref.   |
| ----------------------------- | -------------------------------------- | --------------------------------------------------------------------------------------------- | ------ |
| Andernos 0(de Backer/Baudoin) | Mecidiyeköy Spor Kulubu 0(Uymaz/Çapak) | * Post Luchtkanalen 0(Wilkowsky/van Wijk) * Bahcelievler Belediye Spor Kulubu 0(Yüksel/Tüzül) | [ 19 ] |

- Jugend/U17 (Einzel)

| Gold             | Silber       | Bronze                | Ref.   |
| ---------------- | ------------ | --------------------- | ------ |
| Tobias Bouerdick | Enzo Riquart | Joey de Kok Jean Haby | [ 20 ] |

#### Freie Partie
- Jugend/U17 (Einzel)

| Gold          | Silber          | Bronze                       | Ref.   |
| ------------- | --------------- | ---------------------------- | ------ |
| Sam van Etten | Jim van de Zalm | Tobias Bouerdick Jason Petit | [ 21 ] |

- Junioren (Clubs)

| Gold          | Silber   | Bronze                   | Ref.   |
| ------------- | -------- | ------------------------ | ------ |
| BC Ponetovice | BV Horna | KBC Zanzibar BC Soissons | [ 22 ] |

## Medaillenspiegel
| Platz | Nation       | Gold | Silber | Bronze | ∑  |
| ----- | ------------ | ---- | ------ | ------ | -- |
| 1     | Niederlande  | 7    | 4      | 8      | 19 |
| 2     | Italien      | 4    | 2      | 3      | 9  |
| 3     | Belgien      | 2    | 3      | 5      | 10 |
| 4     | Spanien      | 2    | 1      | 1      | 4  |
| 5     | Frankreich   | 1    | 2      | 6      | 9  |
| 6     | Deutschland  | 1    | 2      | 4      | 7  |
| 7     | Türkei       | 1    | 2      | 2      | 5  |
| 7     | Tschechien   | 1    | 1      | 1      | 3  |
| 9     | Österreich   | 0    | 2      | 0      | 2  |
| 10    | Griechenland | 0    | 0      | 3      | 3  |
| 11    | Dänemark     | 0    | 0      | 2      | 2  |
| 12    | Schweden     | 0    | 0      | 2      | 2  |